# Alfre Woodard
Alfre Woodard (/ˈælfriː ˈwʊdərd/; sinh ngày 8 tháng 11 năm 1952) là một nữ diễn viên kiêm nhà sản xuất phim người Mỹ.
Cô đã nhận được nhiều giải thưởng khác nhau , bao gồm bốn giải Primetime Emmy (lập kỷ lục về diễn xuất nhiều Emmy nhất do một nghệ sĩ người Mỹ gốc Phi giành được, cùng với Regina King), một giải Quả cầu vàng và ba giải Screen Actors Guild, ngoài các đề cử cho một giải Oscar và hai giải Grammy . Năm 2020,Thời báo New York xếp Woodard ở vị trí thứ mười bảy trong danh sách "25 diễn viên vĩ đại nhất của thế kỷ 21". Cô cũng được biết đến với vai trò là nhà hoạt động chính trị và nhà sản xuất. Woodard là người sáng lập Artists for a New South Africa, một tổ chức nhằm thúc đẩy dân chủ và bình đẳng ở quốc gia đó. Cô là thành viên hội đồng quản trị của Viện Hàn lâm Khoa học và Nghệ thuật Điện ảnh. 